# 쿰토르 금광

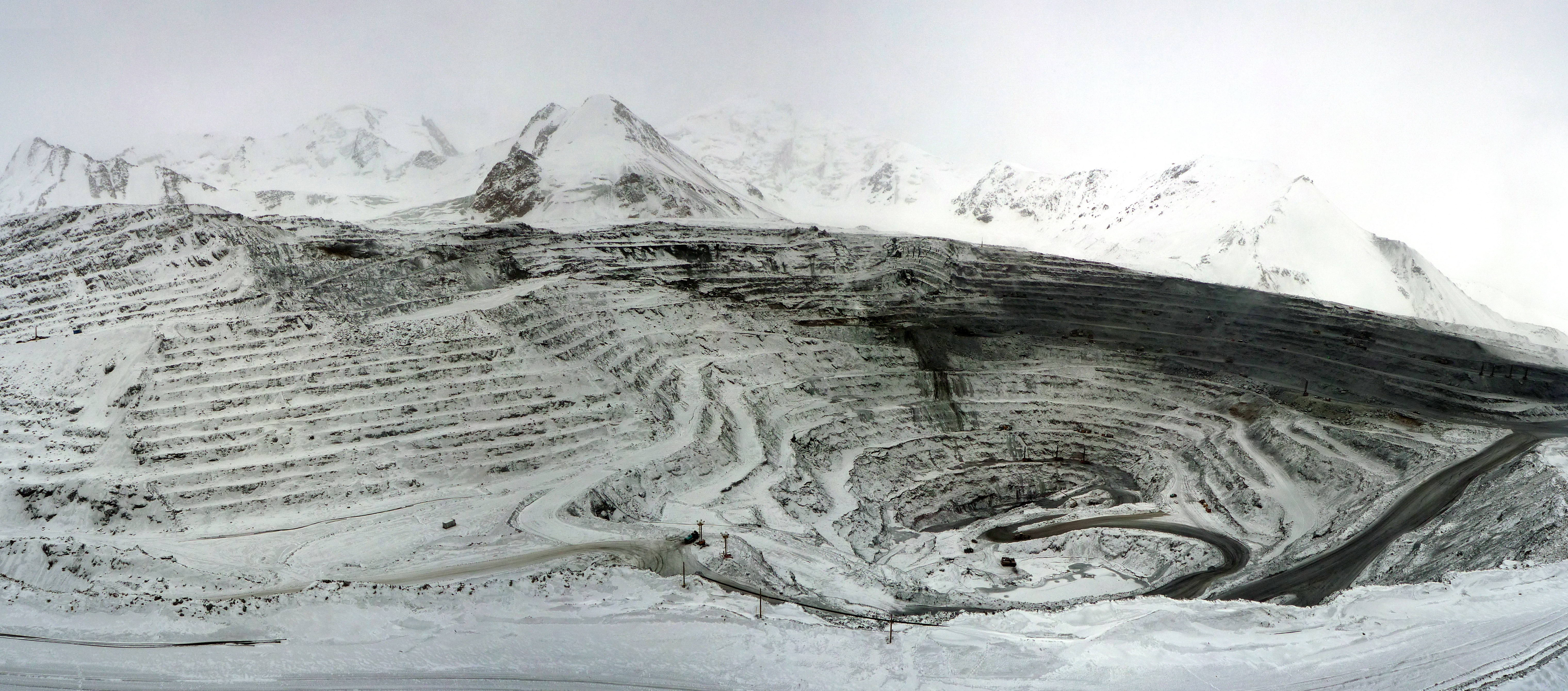
쿰토르 금광의 사진

쿰토르 금광(키르기스어: Кумтөр)은 키르기스스탄 이식쿨주에 있는 노천 금광으로 중앙아시아 최대 금광 중 하나다. 1978년 키르기스 소비에트 사회주의 공화국 지질위원회 탐험대가 금광을 발견했고 1992년 신생 키르기스스탄 정부는 캐나다 서스캐처원주 새스커툰에 본사를 둔 우라늄 기업 카메코와 협약을 맺었다. 1997년부터 채굴이 시작된 쿰토르 금광은 이후 소유권이 캐나다의 광업 회사 센테라골드에 넘어갔다가 2022년 4월 키르기스스탄 정부에 의해 국유화됐다.